# Winslow Township (New Jersey)
Winslow Township ist ein Township im Camden County von New Jersey in den Vereinigten Staaten. Das U.S. Census Bureau ermittelte bei der Volkszählung 2020 eine Einwohnerzahl von 39.907.
Zu den nicht eingemeindeten Gemeinden, Ortschaften und Ortsnamen, die ganz oder teilweise in der Gemeinde liegen, gehören Albion, Ancora, Braddock, Blue Anchor, Cedar Brook, Dicktown, Elm, Florence, New Freedom, Pen Byrn, Sicklertown, Sicklerville, Spring Garden, Tansboro, Waterford, Waterford Works, West Atco, Williamstown, Winslow Junction und Winslow Village.

## Geschichte
Winslow Township ist die flächenmäßig größte Gemeinde im Camden County. Das Township erhielt seinen Namen von dem Sohn eines Glasfabrikbesitzers aus dem 19. Jahrhundert, William Coffin Sr., der 1929 zusammen mit seinem Schwiegersohn große Waldgebiete im Camden County, etwa sechs Meilen westlich von Hammonton, kaufte. Thomas Jefferson Perce und William Coffin Jr. inmitten eines dichten Kiefernwaldes die Winslow Glass Works (seine zweite in 12 Jahren) errichtete. Die Gemeinde wurde nach Senior Coffins jüngstem Sohn, Edward Winslow Coffin, benannt.
Winslow Township wurde 1845 aus Teilen des Township Gloucester gegründet. In den frühen Jahren war Winslow für sein florierendes Glasgeschäft bekannt, das sich aufgrund der reichhaltigen Ressourcen an Holz, Ton und Sand in der Gemeinde entwickelte. Zu Beginn des 20. Jahrhunderts starb die Glasindustrie in Winslow jedoch aus. Während des frühen 20. Jahrhunderts wuchs die Bevölkerung von Winslow weiter, bis sie in den 1970er Jahren 11.000 Einwohner erreichte. Während dieses Zeitraums waren die meisten Einwohner von Winslow Bauern. Im Jahr 1965 begann Winslow Township einen weiteren Anstieg der Bevölkerung zu sehen, als der Atlantic City Expressway mit einem Autobahnkreuz in Winslow an der Williamstown Road fertiggestellt wurde. 

## Demografie
Laut einer Schätzung von 2019 leben in Winslow Township 38.629 Menschen. Die Bevölkerung teilt sich im selben Jahr auf in 52,6 % Weiße, 37,0 % Afroamerikaner, 0,4 % amerikanische Ureinwohner, 2,7 % Asiaten, 4,4 % mit zwei oder mehr Ethnizitäten. Hispanics oder Latinos aller Ethnien machten 11,8 % der Bevölkerung aus. Das mittlere Haushaltseinkommen lag bei 78.445 US-Dollar und die Armutsquote bei 9,1 %.
| Bevölkerungsentwicklung Bei den Daten handelt es sich um Volkszählungsergebnisse. | Bevölkerungsentwicklung Bei den Daten handelt es sich um Volkszählungsergebnisse. | Bevölkerungsentwicklung Bei den Daten handelt es sich um Volkszählungsergebnisse. | Bevölkerungsentwicklung Bei den Daten handelt es sich um Volkszählungsergebnisse. | Bevölkerungsentwicklung Bei den Daten handelt es sich um Volkszählungsergebnisse. | Bevölkerungsentwicklung Bei den Daten handelt es sich um Volkszählungsergebnisse. | Bevölkerungsentwicklung Bei den Daten handelt es sich um Volkszählungsergebnisse. | Bevölkerungsentwicklung Bei den Daten handelt es sich um Volkszählungsergebnisse. | Bevölkerungsentwicklung Bei den Daten handelt es sich um Volkszählungsergebnisse. | Bevölkerungsentwicklung Bei den Daten handelt es sich um Volkszählungsergebnisse. |
| --------------------------------------------------------------------------------- | --------------------------------------------------------------------------------- | --------------------------------------------------------------------------------- | --------------------------------------------------------------------------------- | --------------------------------------------------------------------------------- | --------------------------------------------------------------------------------- | --------------------------------------------------------------------------------- | --------------------------------------------------------------------------------- | --------------------------------------------------------------------------------- | --------------------------------------------------------------------------------- |
| Jahr                                                                              | 1940                                                                              | 1950                                                                              | 1960                                                                              | 1970                                                                              | 1980                                                                              | 1990                                                                              | 2000                                                                              | 2010                                                                              | 2020                                                                              |
| Einwohner                                                                         | 4.866                                                                             | 5.102                                                                             | 9.142                                                                             | 11.202                                                                            | 20.034                                                                            | 30.087                                                                            | 34.611                                                                            | 39.599                                                                            | 39.907                                                                            |